# Neofit (Korobow)
Neofit, imię świeckie Nikołaj Aleksiejewicz Korobow (ur. 3 stycznia?/15 stycznia 1878 w Nowosiełkach-Ziuzinie, zm. w listopadzie 1937 w Gorkim) – rosyjski biskup prawosławny.

## Życiorys
Pochodził z zamożnej rodziny chłopskiej z guberni jarosławskiej. W rodzinnej wsi zdobył podstawowe wykształcenie (nauczył się czytać i pisać, śpiewał w cerkwi) w domu lub w szkole ludowej. Następnie razem z rodzicami przeprowadził się do Petersburga. Nikołaj Korobow pragnął wstąpić do monasteru Wałaam, jednak nie został przyjęty z powodu zbyt młodego wieku. Po raz drugi zgłosił się do klasztoru w 1902, jednak nie pozostał na miejscu, lecz został skierowany do służby w domu biskupim eparchii fińskiej i wyborskiej. Na Wałaamie przebywał od 1906.
11 marca 1906 złożył wieczyste śluby mnisze przed ihumenem Pafnucym (Andriejewem). 3 kwietnia tego samego roku arcybiskup fiński i wyborski Sergiusz wyświęcił go na hierodiakona. W 1908 hierodiakon Neofit ponownie wyjechał do Wyborga i objął obowiązki ekonoma w domu biskupim eparchii fińskiej i wyborskiej. 24 czerwca 1910 przyjął święcenia kapłańskie. W 1911 wrócił na Wałaam na własną prośbę i pozostał w monasterze do 1914. Następnie został skierowany do służby w cerkwi św. Mikołaja w Petersburgu, należącej do Cesarskiego Prawosławnego Towarzystwa Palestyńskiego. Brał udział w obradach Soboru Lokalnego Rosyjskiego Kościoła Prawosławnego w latach 1917-1918, był członkiem jego komisji ds. monasterów.
Gdy w 1918 dotychczasowy biskup fiński i wyborski Sergiusz został ordynariuszem eparchii włodzimierskiej i szujskiej, hieromnich Neofit wyjechał razem z nim do Włodzimierza i został ekonomem domu biskupiego. W 1919 został mianowany archimandrytą. W tym samym roku wyznaczono go na przełożonego monasteru św. św. Borysa i Gleba w Rostowie, jednak decyzję tę cofnięto w 1920, gdyż hieromnich Neofit nie miał możliwości przybycia do Rostowa. Od lutego do sierpnia 1921 żył w monasterze Opieki Matki Bożej w Ugliczu. Następnie służył we wsi Małachowo i w monasterze Abrahamowskim w Rostowie. W 1923 i 1925 był aresztowany.
25 kwietnia 1927 został wyświęcony na biskupa gorodieckiego, wikariusza eparchii niżnonowogrodzkiej. Chirotonii biskupiej udzielił mu metropolita włodzimierski Sergiusz. W roku następnym został aresztowany ponownie. Po wyjściu z aresztu został ponownie wikariuszem eparchii niżnownogrodzkiej z tytułem biskupa wietłuskiego. Służył do 1937, gdy po raz kolejny trafił do więzienia, razem z całym duchowieństwem dekanatu wietłuskiego. 11 listopada 1937 został skazany na śmierć za "utworzenie organizacji dywersyjno-terrorystycznej". Wyrok wykonano jeszcze w tym samym miesiącu w więzieniu w Gorkim, duchowny został pochowany na więziennym cmentarzu.